# Пацканёво
Пацканёво (укр. Пацканьово) — село в Среднянской поселковой общине Ужгородского района Закарпатской области Украины.
Население по переписи 2022 года составляло 1040 человека. Почтовый индекс — 89451. Занимает площадь 0,27 км².